# Полет 491 на „Индиан Еърлайнс“
Полет 491 на „Индиан Еърлайнс“ е редовен вътрешен пътнически полет от международното летище „Индира Ганди“, Делхи, до международното летище „Чатрапати Шиваджи Махарадж“, Бомбай, с междинни кацания в Джайпур, Удайпур и Аурангабад, Индия, управляван от „Индиан Еърлайнс“. На 26 април 1993 г. самолетът „Боинг 737-2A8“, който изпълнява полета, се разбива малко след излитане след удар с камион и електропровод с високо напрежение близо до летище „Аурангабад“, Аурангабад, Махаращра. При катастрофата загиват 55 души, а други 63 са ранени.
Катастрофата става точно един ден след отвличането на „Боинг 737“ на „Индиан Еърлайнс“ от мюсюлмански екстремист в Амритсар. Поради това съществуват опасения, че полет 491 е бомбардиран от терористи. Индийският отряд за откриване и обезвреждане на бомби е ангажиран да определи дали самолетът е саботиран или не. Разследването незабавно изключва тероризма като възможна причина за инцидента, тъй като няма нито следи от експлозиви, нито доказателства, че на борда избухва бомба.
Официално разследване започва от Министерството на гражданската авиация на Индия. Окончателният доклад заключава, че катастрофата е причинена от погрешно възприятие на капитана относно техниката на излитане, което в крайна сметка довежда до удара на самолета с камион в края на пистата. Впоследствие докладът също обвинява властите, че не регулират обществените превозни средства в близост до летището.